# Coleophora ussuriella
Coleophora ussuriella é uma espécie de mariposa do gênero Coleophora pertencente à família Coleophoridae.